# Folhadosa
Folhadosa ist eine Ortschaft und ehemalige Gemeinde in Portugal.

## Geschichte
In den Registern von 1320 wurde Folhadosa bereits als eine Ortschaft der Gemeinde Seia geführt. Spätestens seit 1602 war es dann eine eigenständige Gemeinde. Folhadosa gehörte seither zum Kreis Sandomil. Seit dessen Auflösung 1855 gehörte es zu Seia.
Mit der Gebietsreform 2013 wurde die Gemeinde aufgelöst und mit Torrozelo zu einer neuen Gemeinde zusammengeschlossen.

## Verwaltung
Folhadosa war eine Gemeinde (Freguesia) im Kreis (Concelho) von Seia, im Distrikt Guarda. Am 30. Juni 2011 hatte die Gemeinde 327 Einwohner auf einer Fläche von 3,7 km².
Im Zuge der Administrative Neuordnung in Portugal wurde die Gemeinde zum 29. September 2013 aufgelöst und mit Torrozelo zur neuen Gemeinde União das Freguesias de Torrozelo e Folhadosa zusammengeschlossen. Sitz der Gemeinde wurde Torrozelo, während die Gemeindeverwaltung in Folhadosa als Bürgerbüro bestehen blieb.